# Paide
Paide (in tedesco Weißenstein) è una città dell'Estonia, capoluogo della contea di Järvamaa. Secondo il censimento del 2005 la popolazione ammonta a poco più di 9 600 abitanti.
Nel 2017 ha inglobato il comune rurale di Paide e il comune di Roosna-Alliku.

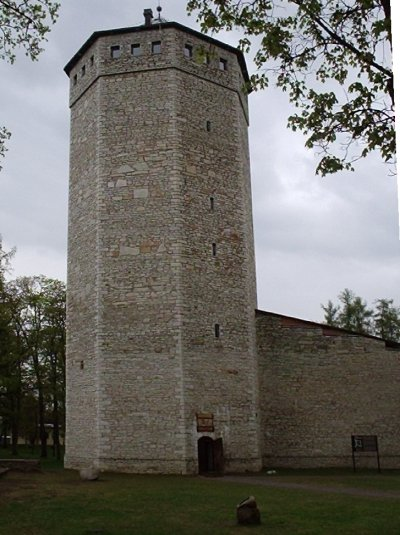
Il castello di Paide

## Storia
Le prime attestazioni di Paide risalgono alla seconda metà del XVIII secolo. A questa epoca risale la costruzione del castello, di cui oggi rimangono solamente le rovine.

## Amministrazione
Il comune cittadino (in estone linn) amministra il centro urbano di Paide e dal 2017 anche il rispettivo comune rurale (in estone vald).

### Gemellaggi
- Annaberg-Buchholz

## Sport

### Calcio
La squadra principale della città è il Paide Linnameeskond.